# Ajam Boujarari Mohammed
Ajam Boujarari Mohammed (nacido el 3 de abril de 1961) es un entrenador marroquí de fútbol.
En 1998, Samir se transformó en entrenador asistente de selección de fútbol de Japón. Dirigió en equipos como el Shonan Bellmare (2003).

## Clubes

### Como entrenador
| Club                                      | País  | Año         |
| ----------------------------------------- | ----- | ----------- |
| Selección de Japón (entrenador asistente) | Japón | 1998 - 2002 |
| Shonan Bellmare                           | Japón | 2003        |